# ベトナム人民軍特工隊
ベトナム人民軍特工隊（ベトナムじんみんぐんとっこうたい、ベトナム語: Binh chủng Đặc công, Quân đội nhân dân Việt Nam）は、ベトナム人民軍の特殊部隊。ベトナム語では、特殊部隊を特工（Đặc công、ダッコン）と称する。
現在は特工司令部の管轄となっている。

## 歴史
第一次インドシナ戦争時期、既に特殊作戦は行われていたが、小規模のものに過ぎなかった。
ベトナム戦争中も、数的には少数であったが、敵後方で破壊工作活動を行い、「ベトナムのB-52」と称された。1964年、各地の小部隊を統合して、第305特工師団が編成された。1966年4月には、ベトナム人民海軍に第126水上特工連隊（現第126陸戦旅団）が編成された。1967年、独立兵科たる特工を管轄する総参謀部直属の特工司令部が設置され、特殊部隊の作戦・訓練等の事項を管掌することとなった。

## 編成
ベトナム戦争後、特工隊は拡大され、現在、13個特工連隊、1個空挺特工旅団を有する。
各連隊（旅団）は、約1,600人を有し、以下のような編制を有する。
- 3～4個特工大隊 - 各大隊は355～500人
  - 3～4個特工中隊 - 各中隊は約100人
    - 3個小隊
      - 3個分隊

  - 直属小隊
- 偵察中隊
- 火力中隊
- 通信中隊
- 軍医中隊
- 訓練中隊
- 警衛小隊
- 迫撃砲小隊
- 対戦車砲小隊

## 訓練
要員は、ベトナム陸軍部隊から選抜され、ハノイの特工学校で3～6ヶ月間の教育を受ける。ベトナム戦争時代は、毎年、将校100人、下士官・兵700～1,000人を養成していた。連隊・大隊レベルでも、200日以上の訓練が行われるが、雨季には一般に政治教育や生産活動に従事する。訓練内容は、射撃、投擲、隊列、体育等の基本科目であり、捕獲、爆破、地雷処理、偽装、地図の作成・読解等の技術・戦術訓練にも重点が置かれている。

## 歴代司令官
- 1967-1976: グエン・チ・ディエム大佐(1973)
- 1977-1980: グエン・ドク・チュン大佐
- 1980-1982: グエン・チ
- 1983-1985: グエン・アン・デ（ベトナム語版） 大佐(1984年少将)
- 1985-1992: グエン・チュー・クォン（ベトナム語版）中将 (1985)
- 1993-1996: マイ・ナン（ベトナム語版）少将
- 1997-2005: チャン・ファン・フォン大佐 (2000年少将)
- 2005-2010: ファム・ヒュー・チン大佐 (2006年少将)
- 2010-2014: チャン・クァン・フエ少将
- 2014-現: ドー・タン・ビン大佐 (2014年少将)